# 多枝柳
多枝柳（学名：Salix polyclona）是杨柳科柳属的植物，是中国的特有植物。分布于中国大陆的湖北、陕西等地，生长于海拔2,100米的地区，多生在山坡，目前尚未由人工引种栽培。